# Neisseria gonorrhoeae
A Neisseria gonorrhoeae egy Gram-negatív baktériumfaj, amely a kankó (tripper) nevű nemi betegséget okozza.
A Neisseria  coccus, és speciális tápanyagok szükségesek a szaporodásához.
A coccusok intracellulárisok és általában párban fordulnak elő (diplococcus). Mikroszkópban jól felismerhetőek. Alakjuk, olyan mintha két zsemlét a talpuknál összeragasztanánk. 
A tünetei a nemi szervek bűzös, gennyes folyása, égető érzés vizeléskor és kötőhártya-gyulladás (conjunctivitis). A betegség gyakran fordul elő újszülötteknél, de felnőtteknél is. A Neisseria-t  általában módosított Thayer-Martin sejttenyésztő lapkán mutatják ki.
Ezen a lemezen olyan tápanyagok vannak, melyek nemcsak megkönnnyítik a  Neisseria fajok szaporodását, de G+ baktériumok szaporodását gátolják.
További kimutatási módszer az oxidáz-reakció valamint a laktóz, szacharóz és glükóz szénhidrát próbák. A  N. gonorrhoeae csak glükózt képes oxidálni.
Mivel a N. gonorrhoeae, (Gonococci) penicillin-rezisztens, harmadik generációs cefalosporinokkal kezelik manapság (ceftriaxon).
A betegeknél Chlamydia fertőzést is vizsgálni kell, mivel a felülfertőződés gyakori.
2008-ban amerikai tudósok kimutatták, hogy a baktérium saját testsúlyának százezerszeresét képes elhúzni filamentumai (mozgékony, hosszú és összehúzódni is képes szálai) segítségével, így jelenleg ezt az organizmust tartják a legerősebb élőlénynek (pontosabban a filamentumaiban lévő, összehúzódásért felelős proteint említik a legerősebb ismert biológiai motorként). Az eredmény segíthet a gonorrhea fertőzésének jobb megértésében.

## Genom
- Neisseria Genome Projects (a Genomes OnLine adatbázisból)
- Comparative Analysis of Neisseria Genomes (a DOE IMG rendszerének honlapján)